# عین‌آباد (کبودرآهنگ)
عین‌آباد (کبودرآهنگ)، روستایی از توابع بخش مرکزی شهرستان کبودرآهنگ در استان همدان ایران است.}} آدرس کانال رسمی در ایتا: @Einabad_ir}}

## جمعیت
این روستا در دهستان عین آباد  قرار دارد و براساس سرشماری مرکز آمار ایران در سال ۱۴۰۲، جمعیت آن ۵۶۰ نفر (نامعلوم خانوار) بوده‌است.